# 维西花楸
维西花楸（学名：Sorbus monbeigii）为蔷薇科花楸属的植物，为中国的特有植物。分布于中国大陆的云南等地，生长于海拔2,500米至2,900米的地区，一般生长在山坡，目前尚未由人工引种栽培。